# Eva Avi-Yonah
Eva Avi-Yonah (hebräisch אווה אבי יונה; * 11. April 1921 in Wien als Eva Boyko; † 3. Oktober 2011 in Jerusalem) war eine israelische Kinderbuchautorin, Lyrikerin, Malerin und Zeichenlehrerin österreichischer Herkunft.

## Leben und Wirken
Eva Avi-Yonah wurde am 11. April 1921 als Tochter der beiden Botaniker Hugo und Elisabeth Boyko (später Elisheva Boyko; geborene Spitzer; 1898–1985) in Wien geboren. Die Familie, die beiden Erwachsenen mit ihren drei Kindern, wanderte Ende des Jahres 1935 aus zionistischen Gründen nach Palästina aus. Ihre Eltern wurden daraufhin Pioniere der israelischen Wüstenforschung. Ihr Vater erhielt für seine Forschungen über die saline Bewässerung die Sandford-Fleming-Medaille und ihre Mutter leistete Pionierarbeit bei der Anlegung des ersten Parks, dem Botanic Garden Eilat, in der Stadt Eilat am Roten Meer im Jahre 1950. Davor hatte die Mutter im Jahre 1931 an der Universität Wien im Bereich Botanik promoviert. Der Vater, ein Pflanzensoziologe, wurde nach dem Anschluss Österreichs von seiner Anstellung an der Universität Wien entbunden. Schon seit 1933/34 hatte er mit seiner Familie die Auswanderung nach Palästina vorbereitet.
Eva Boyko beschäftigte sich bereits kurz nach der Auswanderung mit Philosophie und Kunst und wohnte in der Zeit des israelischen Unabhängigkeitskrieges bis 1950 in Nahariya. Hier verrichtete sie die verschiedensten Gelegenheitsarbeiten und war in ihrer Freizeit größtenteils künstlerisch tätig. So malte sie oder schrieb Gedichte und kleine Geschichten für Freunde. Nach ihrer Ausbildung an der Kunstakademie Bezalel in Jerusalem bildete sie sich 1950 in Paris an der École des Beaux-Arts unter dem Neoklassizisten Jean Souverbie in der Malerei weiter und besuchte zusätzlich das Atelier von Fernand Léger. In späteren Jahren unterrichtete sie an mehreren Schulen Zeichnen oder war mit der Organisation von Ausstellungen beschäftigt. Nebenbei schrieb sie auch auf Hebräisch diverse Artikel für eine pädagogische Zeitschrift. Hauptaugenmerk legte sie hierbei vor allem auf die stilistischen Elemente der Zeichnungen von Emigrantenkindern. In den späteren 1960er Jahren veröffentlichte Avi-Yonah die beiden Kinderbücher Aphusi, das empfindliche Nashörnchen und Die Königin Esther und die Planierraupe, die beide auf Hebräisch gehalten wurden und 1968 über den Verlag Am Ha-Sefer erschienen. Für beide Bücher, die vor allem in den Kibbuzim großen Anklang fanden, schuf Avi-Yonah zudem die Illustrationen. Sie heiratete in erster Ehe den Silberschmied Hans Rawinsky; diese Ehe blieb kinderlos und wurde nicht lange nach der Eheschließung wieder geschieden. 1955 heiratete sie den Archäologen und Kunsthistoriker Michael Avi-Yonah, der 1974 starb und mit dem sie einen Sohn namens Reuven (* 1957), ein späterer Jurist und Historiker, hatte. Ihren zweiten Ehemann begleitete sie auf längeren Auslandsaufenthalten, wobei sie auch in Rom und London ihre künstlerische Ausbildung vertiefte und sich vermehrt mit Skulpturen auseinandersetzte.
Nach dem Tod ihres Mannes studierte sie Philosophie, Kunstgeschichte und Germanistik, wobei sich ihre Magisterarbeit mit dem Thema der Kunstgrenzen beschäftigte. Ihre Dissertation trug wiederum den Titel Abstraktion und latente Bedeutung. Im Jahre 1974 wurde sie Mitglied der Dichtergruppe VOICES, kurz darauf der deutschsprachigen Gruppe LYRIS. Neben Gedichten und Kinderbüchern veröffentlichte sie im Jahre 2009 die spiritistisch-esoterisch interessierte Autobiographie Aus meinen sieben Leben. Auch eine ihrer Schwestern, Mary B. Doray, die nach New York auswanderte, schrieb Kinderbücher und war außerdem als Tanzpädagogin und New-Age-Lehrerin beschäftigt. Avi-Yonahs Gedichte wurden vielfach auch in ausländischen Zeitschriften abgedruckt. Nebenbei hatte sie als Malerin auch einige Ausstellungen. So stellte sie unter anderem in den Jahren 2000 und 2001 ihre Gemälde an der Nora Gallery in Jerusalem sowie im Jerusalem Artists House aus. Als Schriftstellerin publizierte sie bis ins hohe Alter und veröffentlichte noch im Jahr ihres Todes einige lyrische Werke. Noch über 80-jährig nahm sie mit ihren Gemälden an internationalen Ausstellungen teil.
Am 3. Oktober 2011 starb sie im Alter von 90 Jahren in Jerusalem.

## Auszeichnungen und Ehrungen
Zeitlebens wurde Eva Avi-Yonah vielfach geehrt und mit Preisen ausgezeichnet. 1964 erhielt sie unter anderem den ersten Preis bei einem Designwettbewerb für ein Mosaik auf dem nach Yosef Sprinzak benannten Sprinzak-Gebäude am Campus der Hebräischen Universität Jerusalem.

## Werke (Auswahl)
- 1968: Aphusi, das empfindliche Nashörnchen
- 1968: Die Königin Esther und die Planierraupe
- 1992: Lyrisches für die Katz
- 1994: Still … keine Schwüre
- 1999: Lyrik für die Katz
- 2009: Aus meinen sieben Leben. rainStein, ISBN 978-3-940634-07-8.
- 2010: Brennpunkt (Lyrik). rainStein 2010, ISBN 978-3-940634-13-9.
- 2011: Tagewerk (Lyrik). rainStein 2011, ISBN 978-3-940634-18-4.